# Saison 1952 de la NFL
Navigation
Édition précédente Édition suivante
La saison 1952 de la NFL est la 33e saison de la National Football League. Elle voit le sacre des Lions de Détroit.

## Classement général
| Conférence Américaine  |      |      |      |        |          |            |
| Franchise              | Vic. | Déf. | Nuls | % vic. | Pts pour | Pts contre |
| Browns de Cleveland    | 8    | 4    | 0    | .667   | 310      | 213        |
| Giants de New York     | 7    | 5    | 0    | .583   | 234      | 231        |
| Eagles de Philadelphie | 7    | 5    | 0    | .583   | 252      | 271        |
| Steelers de Pittsburgh | 5    | 7    | 0    | .417   | 300      | 273        |
| Cardinals de Chicago   | 4    | 8    | 0    | .333   | 172      | 221        |
| Redskins de Washington | 4    | 8    | 0    | .333   | 240      | 287        |

| Conférence Nationale                                            |      |      |      |        |          |            |
| Franchise                                                       | Vic. | Déf. | Nuls | % vic. | Pts pour | Pts contre |
| Lions de Détroit                                                | 9    | 3    | 0    | .750   | 344      | 192        |
| Rams de Los Angeles                                             | 9    | 3    | 0    | .750   | 349      | 234        |
| 49ers de San Francisco                                          | 7    | 5    | 0    | .583   | 285      | 221        |
| Packers de Green Bay                                            | 6    | 6    | 0    | .500   | 295      | 312        |
| Bears de Chicago                                                | 5    | 7    | 0    | .417   | 245      | 326        |
| Texans de Dallas                                                | 1    | 11   | 0    | .083   | 182      | 427        |
| match de barrage : Lions de Détroit 31 - Rams de Los Angeles 21 |      |      |      |        |          |            |

## Finale NFL
- 28 décembre 1952, à Cleveland devant 50 934 spectateurs, Lions de Détroit 17 - Browns de Cleveland 7